# Tabatinga
Pour les articles homonymes, voir Tabatinga (homonymie).
Tabatinga est une localité portuaire fluviale brésilienne de 45 293 habitants (2007) située sur le rio Solimões (nom donné à l'Amazone entre Manaus et la frontière), en amont de Benjamin Constant et Manaus et en aval d'Iquitos, à 1 607 km par voie fluviale et 1 105 km en ligne droite de Manaus, capitale de l'État. Elle se situe dans la mésorégion Sud-Ouest de l'État d'Amazonas, faisant partie de la microrégion du Haut-Solimões. Sa position en pleine forêt amazonienne en fait un lieu privilégié pour tous les amateurs de nature sauvage.
Elle est située sur la triple frontière Brésil-Colombie-Pérou, contigüe à la ville colombienne de Leticia et face à la petite implantation péruvienne de Santa Rosa sur l'autre rive.
En l'absence de routes, et même de pistes carrossables, cette agglomération transfrontalière n'est reliée avec les autres villes de la région et les villages indigènes que par bateau (ligne Tabatinga-Manaus) ou avion. Cela se traduit par une libre circulation et une bonne coopération entre les trois implantations pour mieux compenser leur isolement naturel.
Tabatinga est un mot d'origine indigène qui dénomme, en tupi, une argile blanche très visqueuse que l'on trouve au fond des cours d'eau et, en guarani, signifie "petite maison".

## Histoire

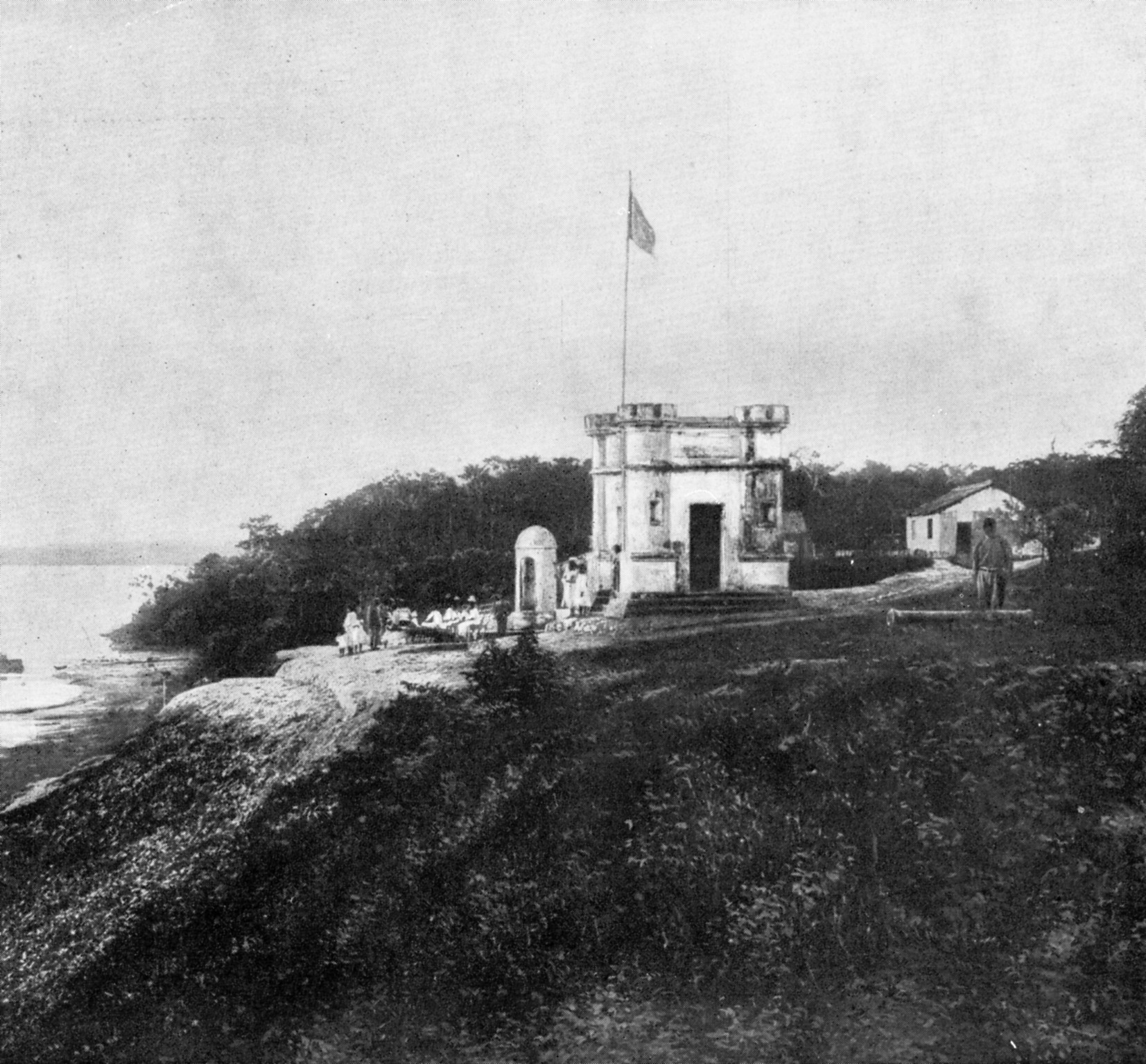
Poste-frontière de Tabatinga, entre le Pérou et le Brésil (années 1920)

La ville est issue de l'implantation de São Francisco Xavier de Tabatinga, fondée dans la première moitié du XVIIIe siècle par Fernando da Costa Ataíde Teives, qui installa un détachement militaire précédemment implanté sur le rio Javari (cours d'eau frontière entre le Brésil et le Pérou, au sud de l'actuelle ville) pour établir un poste de surveillance des frontières entre les possessions du Portugal et de l'Espagne.
Tabatinga fut longtemps une partie de Benjamin Constant, qui était le chef-lieu de la région. Ce fut le 10 décembre 1981, par l'Amendement Constitutionnel nº 12 de l'État d'Amazonas, que Tabatinga se détacha de Benjamin Constant, pour devenir une Municipalité autonome définitivement assise le 1er janvier 1983.

## Économie
- Revenu per capita (2000) : R$ 142,08 (Change 2000 : R$1,00 = 4,00 FF)
 Source : Atlas du Développement Humain/PNUD
- PIB per capita (200x) : R$  (Change 200x : 1,00€ = R$ ) >Source :

## Maires
- 2004 Joel Santos de Lima (PPS) - élu avec 4.596 voix
- 2000 Raimundo Nonato Batista de Souza (PTB) - élu avec 3.687 voix

## Démographie
- Espérance de vie :  ans (200x) Source :
- Coefficient de mortalité infantile (200x) :  pour 1000 Source : Datasus, Ministério da Saúde
- Taux d’analphabétisme (2000) : 28,41 % Source :
- Croissance démographique (2006) : 2,46 % par an
- Indice de Développement Humain (IDH) : 0,699
Source : Atlas du Développement Humain PNUD - 2000
- 49,11 % de femmes
- 50,89 % d'hommes
- 70,25 % de la population est urbaine
- 29,75 % de la population est rurale